# Space Dogs
Pour plus de détails, voir Fiche technique et Distribution.
Space Dogs (dont le titre original russe est Белка и Стрелка. Звёздные собаки), est un film d'animation russe réalisé par Inna Evlannikova (ru) et Sviatoslav Ouchakov (ru), sorti en mars 2010 en Russie, pour célébrer le 50e anniversaire du premier vol spatial à ramener des êtres vivants de l'espace, la mission Spoutnik 5, avec les chiennes Belka et Strelka.
Le film a fait l'objet de deux suites au cinéma : Space Dogs: Adventure to the Moon en 2014 et Space Dogs: L'Aventure tropicale en 2020.

## Synopsis
Belka est une chienne de cirque, tête d'affiche du spectacle quotidien. Après une cascade ratée, elle se retrouve en pleine ville et rencontre Strelka, une chienne de la rue. Après avoir été attrapées par la fourrière, elles se retrouvent dans un camp d'entraînement pour tenter de participer à la prochaine mission spatiale soviétique, la future mission Spoutnik 5.

## Fiche technique
- Titre : Space Dogs
- Titre original : Белка и Стрелка. Звёздные собаки (littéralement « Belka et Strelka, les chiennes des étoiles »)
- Réalisation : Inna Evlannikova (ru) et Sviatoslav Ouchakov (ru)
- Scénario : Aleksandr Talal d'après une idée originale de John Chua
- Production : Sergueï Zernov (ru)
  - Production exécutive : Shaked Berenson, Patrick Ewald et Vadim Sotskov
- Société de production : Centre national du film (Центр Национального Фильма)
- Société de distribution :Karoprokat (Russie) ; TF1 Vidéo (France)
- Pays de production :  Russie
- Durée : 85 minutes
- Classification :
  - France : Tous publics[2]
- Dates de sortie :
  - Russie : 18 mars 2010
- Date de sortie DVD :
  - France : 4 juillet 2012
- Première diffusion télévisée :
  - France : 9 mars 2013 (Canal+ Family)[3]

Sauf mention contraire, les informations proviennent de l'Internet Movie Database

## Distribution

### Voix originales
- Ielena Iakovleva : Strelka
- Anna Bolchova (ru) : Belka
- Evgueni Mironov : Venya
- Sergueï Garmach : Kazbek
- Alexandre Bachirov : Mops
- Vladimir Dovzhik : Le perroquet
- Roman Kvachnine : Le cochon

### Voix françaises
- Shirley Souagnon : Strelka
- Nathalie Homs : Belka
- Malik Bentalha : Lenny

## DVD
La version DVD, distribuée par TF1 Vidéo, ne comprend que la version anglaise — faussement appelée version originale — ainsi que le doublage en français. La véritable version originale, à savoir en russe, n'est pas proposée.
Dans les bonus, le clip mettant en scène le groupe Uma2rman en images de synthèse, interprétant le titre Il pleut sur la ville, est expurgé des apparitions du groupe. Et la musique de Kari Kimmel (en), I Got You, est utilisée pour illustrer la vidéo.